# 員林福和宮
23°57′52″N 120°34′46″E / 23.964526°N 120.579312°E
員林福和宮，是位於臺灣彰化縣員林市三和里、員林大同國中東北角的土地祠。

## 沿革
員林福和宮原為黃姓人家的田頭土地公廟，是當地庄頭廟，三和里的信仰中心，以農曆二月初二與農曆八月十五日作祭祀。
1982年，原地農田建立大同國中後，廟身就地保留，後因焚燒金紙煙霧引起干擾校方教學，又因需新建校舍，廟於1990年遷至圍牆外人行步道上。為避免金紙飛灰影響校園，2006年5月29日啟用環保金爐。
2003年，由黃新泉發起管理委員會。
前家長會長賴俊榤表示，家長反映廟方現址導致人行步道斷點，使學生被迫走在馬路上影響安全。於是校方提供三坪原作為環保資源回收的校地給廟方往內遷，2019年底再度重建，次年3月完工。
今址在大同路二段與成功路口，大同國中東北角，面積僅六坪。

## 軼事

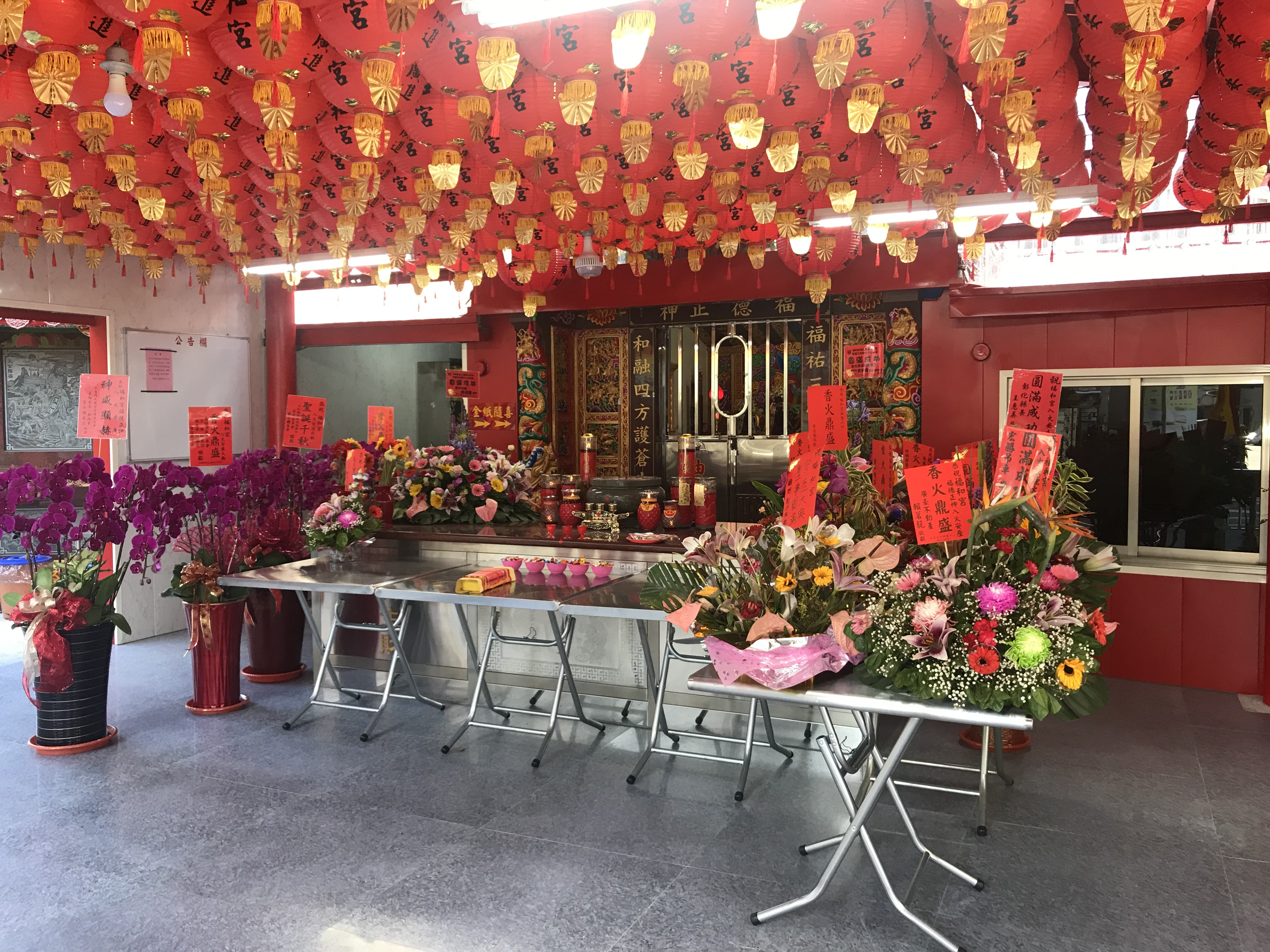
宮內

2004年，宮主黃新泉建議將部分香油錢作清寒獎助學金。名額為大同國中及員林國小學等六所學校，國小生每人新台幣一千元、國中生每名新台幣兩千元。
2005年，人們發現神佛雕刻師許金棒新刻的鎮殿神像的鬍子變長。有信徒解釋是因土地公稱讚舉辦清寒獎助學金，手捻鬍子點頭稱許，鬍子自然變長。許金棒在3月18日查看後，說鬍子以尼龍絲製成，可能是捲曲的鬍子日久稍微變直。